# 아키구
아키구(일본어: 安芸区)는 일본 히로시마현 히로시마시를 구성하는 행정구 중 하나로 히로시마시 동부에 위치한다.
행정구역 합병으로 히로시마시에 편입된 아키군 세노카와정, 구마노아토촌, 아키군 후나코시정, 야노정으로 이루어져 있고 구 후나코시정 지역에 구청이 있다. 구 아키군 야노정 부분은 아키군 가이타정을 사이에 둔 월경지이지만 야노정 지구는 일본에서 제일 인구가 많은 월경지로 여겨진다(인구 약 32,000명).
아사키타구, 히가시구, 미나미구와 접하며 다른 구와 함께 아키군 후추정을 둘러싸고 있다.

## 인접한 자치체
- 히로시마시
  - 아사키타구
  - 히가시구
  - 미나미구
- 히가시히로시마시
- 구레시
- 아키군
  - 가이타정
  - 구마노정
  - 사카정
  - 후추정

## 역사
야노 지구는 쇼와 시대 초기까지 가발이 활발히 생산되어 전국적으로 유명했지만 현재는 쇠퇴하였다.

## 교통

### 철도
- 서일본 여객철도
  - 산요 본선
  - 구레선

- 스카이레일 미도리자카선(일본어판)

### 도로
- 국도 2호선
- 국도31호선